# Włókna
Włókna [vvukna] es un pueblo del distrito administrativo de Gmina Prudnik, dentro del condado de Prudnik, Voivodato de Opole, en el suroeste de Polonia, cerca de la frontera con la República Checa. Se encuentra aproximadamente a 8 kilómetros (5 mi) al noroeste de Prudnik y 43 kilómetros (27 mi) al suroeste de la capital regional, Opole. 
Antes de 1945, el área era parte de Alemania. 